# アムステルダム・レリラーン駅
アムステルダム・レリラーン駅（アムステルダム・レリラーンえき、Station Amsterdam Lelylaan スタシオン・アムステルダム・レリラーン）はオランダのアムステルダム市街地西部のスローテルファールト地区（Slotervaart）にあるオランダ鉄道（NS）の駅。また隣接するアムステルダム市営交通会社（GVB）のレリラーン駅（Station Lelylaan）を含めた駅のこと。

## 主な路線

### オランダ鉄道（NS）
スキポール、ライデン、デン・ハーグ中央駅方面
- 普通 Stoptrein（1時間に5本）

アムステルダム中央駅方面
- 普通 Stoptrein（1時間に4本）

ザーンダム、ホールン方面
- 普通 Stoptrein（1時間に1本）

### アムステルダム市営交通会社（GVB）
- メトロ50号線 環状線（イソラートル通り ～ アムステルダム南駅 ～ RAI ～ ガイン）

## 駅構造
NSは島式1面2線のホームを持つ高架駅、GVBは島式1面2線のホームを持つ高架駅。切符売り場は存在せず、自動券売機が設置されている。なお、オランダの他の駅と同じく、改札口は存在しない。
エレベータは完備。駅構内施設として、売店、コンビニ（Albert Heijn to go）がある。

## 駅周辺
この駅周辺は、アムステルダム市街南西部の団地内にあるため、早朝や夜間は人通りがほとんど無い。
- レンブラント公園
- ワールド・ファッション・センター
- スローテル公園
- スローテル池

## 歴史
1986年6月1日にアムステルダム中央駅とスキポール駅を結ぶ鉄道（アムステルダム中央-スキポール線）の中間駅としてトラム1系統と接続するこの位置に駅が作られた。その後、1988年にトラム17系統が乗り入れ、1997年にはNSの路線と平行してGVBのメトロ路線が開通し駅が設けられた。

## 隣の駅
アムステルダム中央駅方面
- アムステルダム・スローテルダイク駅
- ザーンダム

ロッテルダム方面
- スキポール空港駅